# Lanceoptera panochra
Lanceoptera panochra is een vlinder uit de familie tastermotten (Gelechiidae). In 1960 publiceerde Janse voor het eerst op geldige wijze de wetenschappelijke naam van deze soort.
De soort komt voor in tropisch Afrika.